# Giovanni Mion
Giovanni Mion (Venezia, 30 novembre 1903 – Venezia, 12 febbraio 1967) è stato un calciatore italiano, di ruolo difensore.

## Carriera
Con la maglia del Padova gioca sei stagioni in Prima Categoria, Prima Divisione e Divisione Nazionale per un totale di 46 presenze e 3 gol. Gioca poi 19 partite con la Serenissima Venezia nella stagione 1932-1933 di Serie B.
Debutta con i biancoscudati il 12 ottobre 1919 nella partita Padova-Hellas Verona (7-0). Veste per l'ultima volta la maglia biancoscudata in occasione della partita Triestina-Padova (3-0) del 4 novembre 1928.